# ピット・グリーンビル空港
ピット・グリーンビル空港（ピット・グリーンビルくうこう、Pitt–Greenville Airport、(IATA: PGV, ICAO: KPGV, FAA LID: PGV)）は、アメリカ合衆国ノースカロライナ州グリーンビルの中心業務地区や、イースト・カロライナ大学の北方 2マイル（およそ 3km）に位置している公営の空港。敷地は、872エーカー (353 ha)の広さがあり、滑走路は2本ある。ほとんどはゼネラル・アビエーション（一般航空）に用いられているが、アメリカン航空も就航しており、ノースカロライナ州シャーロットのシャーロット・ダグラス国際空港への地域航空路線が運航されている。空港の運営責任者は、Kim W. Hopper である。

## 歴史
公共事業促進局 (WPA) によって1940年に建設されたグリーンビル空港 (Greenville Airport) は、グリーンビル市とピット郡が共同で所有していた。それまで、民間パイロット訓練プログラム (Civil Pilot Training Program) に使用されていたこの空港は、1942年5月1日に、アメリカ海軍に貸し出される形となり、チェリー・ポイント海兵隊航空基地の施設外の飛行場（場外着陸場）となった。この空港は、民間航空管理局 (Civil Aeronautics Administration) が改修予定を公表した1942年11月30日より前には、あまり使用されていなかった。
この空港を利用した、最初のアメリカ海兵隊の部隊は、偵察爆撃飛行隊 VMSB-343 と VMSB-344 で、1944年1月のことであった。同年7月には戦闘機飛行隊である VMF-913 と VMF-914、さらに10月には写真偵察飛行隊 VMD-354 と VMD-954 がこの空港を利用した。戦時下において、チェリー・ポイント海兵隊航空基地にとってのグリーンビル飛行場は、最も頻繁に利用する基地施設外の飛行場であった。
ピット・グリーンビル空港には、かつてはジョージア州アトランタのハーツフィールド・ジャクソン・アトランタ国際空港へ向かうデルタ航空の路線も就航していた。

### 2011年の拡張
ピット・グリーンビル空港は、2011年2月24日に、リノベーションされたターミナルの供用を開始した。790万ドルを投じた拡張工事の資金は、2009年アメリカ復興・再投資法を踏まえた連邦政府の支援によって賄われた。この改修工事は、計画に2年、建設工事に18か月が費やされた。

### 滑走路の拡張と安全性の向上
空港当局は、2/20 滑走路を、さらに670フィート延長することを決定した。用地買収への支援策として、空港当局は、連邦航空局 (FAA) から250万ドルを受け取ることになった。工事は2013年8月に着工し、2014年に完成した。滑走路の延長によって、それまでは積載能力目一杯で就航させることが難しかった機材を、暑すぎる気象条件などの下でも、就航させることが可能になった。ピット・グリーンビル空港は、長年に渡り、滑走路の短さから活用が妨げられてきた。イースト・カロライナ大学のチームと対戦する相手チームは、ピット・グリーンビル空港の滑走路が現代のチャーター・ジェット旅客機が乗り入れられないほどの短い滑走路しかもっていなかったため、近くのキンストン地域ジェットポートに向かわなければならなかったのである。
この拡張工事によって、滑走路は現行の滑走路安全区域 (RSA) 基準に適合することになった。拡張工事には、離発着の障害となる樹木の伐採や、第2滑走路へアプローチを垂直的に誘導する、新たなグローバル・ポジショニング・システム (GPS) による広域航法 (RNAV) 施設の設置が含まれていた。

## 就航航空会社と就航都市

### 旅客
| 航空会社             | 就航地                                                           |
| -------------------- | ---------------------------------------------------------------- |
| アメリカン・イーグル | ノースカロライナ州シャーロット（シャーロット・ダグラス国際空港） |

### 最も頻繁に利用されている路線
| 順位 | 都市（空港）                                                     | 旅客数 |
| ---- | ---------------------------------------------------------------- | ------ |
| 1    | ノースカロライナ州シャーロット（シャーロット・ダグラス国際空港） | 33,590 |

### 関連文献
- Shettle Jr., M. L. (2001). United States Marine Corps Air Stations of World War II. Bowersville, Georgia: Schaertel Publishing Co.. ISBN 0-9643388-2-3